# 鲁安怀
鲁安怀（1962年—），汉族，中华人民共和国政治人物、第十一届全国政协委员。
加入中国民主同盟，担任民盟中央委员、北京大学地球与空间科学学院教授。2008年，当选第十一届全国政协委员，代表中国民主同盟，分入第五组。2018年1月，当选第十三届全国政协委员。